# Naturhistorisches Museum Freiburg
Das Naturhistorische Museum Freiburg wurde 1823 mit dem Auftrag gegründet, bei der breiten Bevölkerung das Verständnis für naturwissenschaftliche Themen zu fördern und für den Schutz und die Erhaltung der Naturschätze des Kantons Freiburg zu werben. Es konserviert die wissenschaftlichen Sammlungen des Kantons und dient als regionales Kompetenzzentrum zu Fragen von Flora, Fauna und Naturschutz. Das Naturhistorische Museum Freiburg ist zweisprachig (Deutsch und Französisch) und organisiert regelmässig Ausstellungen, Vorträge, Bastelnachmittage für Kinder sowie andere Aktivitäten.
Das Naturhistorische Museum befindet sich in Freiburg am Ende des Boulevard de Pérolles, etwa 1 km vom Stadtzentrum entfernt, im Gebäude der Universität Freiburg (Naturwissenschaftliche Fakultät) und nahe der Ingenieurschule.

## Geschichte
Im Jahre 1823 vermachte der Chorherr Charles-Aloyse Fontaine seine bedeutende Sammlung naturwissenschaftlicher Objekte der öffentlichen Hand und schuf damit die materielle Grundlage für ein Museum. Dieses war zuerst im Gebäude des Kollegiums St. Michael in der Stadt Freiburg untergebracht. Im Jahre 1897 zog das Museum dann an seinen heutigen Standort im Pérolles-Quartier, wo es sich seither die Räumlichkeiten mit verschiedenen Instituten der Naturwissenschaftlichen Fakultät der Universität Freiburg teilt. Seit seiner Gründung haben sich die verschiedenen Sammlungen durch Schenkungen von nah und fern sowie durch Ankäufe kontinuierlich vergrössert und diversifiziert.

## Sammlungen

### Botanik und Mykologie
Das Naturhistorische Museum bewahrt in seiner Sammlung zur Botanik und Mykologie Herbarien und eine grössere Sammlung mit gefriergetrockneten Pilzen auf. Eines der wichtigsten Herbarien mit 20'000 Belegen aus dem Kanton Freiburg ist jenes von Firmin Jaquet. Das Inventar der Herbare kann via Internet konsultiert werden.

### Erdwissenschaften
Die mineralogische Sammlung umfasst zahlreiche Kristalle aus dem Alpenraum, Meteoriten sowie Findlinge, von denen einige in der Umgebung des Museums zu sehen sind. Das Museum beherbergt auch die bekannte Sammlung „Baumhauer“ mit den Mineralien von Lengenbach (Binntal).
In den paläontologischen Sammlungen findet man Fossilien aus der näheren Umgebung wie den versteinerten Thorax einer Seekuh aus der mittelländischen Molasse sowie Versteinerungen aus der ganzen Welt wie Orthaconthus, einen Hai mit einem Alter von 260 Millionen Jahren, sowie einige wertvolle Referenzstücke wie den urtümlichen Lurch Raumbachia, einen Dachschädler, der noch viele Eigenschaften eines Fisches aufweist.
Im Geologiesaal zeigt ein Relief des Aletschgletschers aus dem Jahr 1916, wie weit dieser Gletscher einmal vorgestossen war.

### Zoologie
Die zoologischen Sammlungen umfassen hauptsächlich Tiere aus der Region, die Käfersammlung ist besonders erwähnt. Einige wertvolle und seltene Sammlungsstücke aus aller Welt sind der naturalisierte junge Seiwal (der einzige weltweit), das Ei des ausgestorbenen Riesenvogels Aepyornis aus Madagaskar, ein Sibirischer Tiger, Bonobos und ein Orang-Utan.

## Ausstellungen

### Sonderausstellungen
Seit 1976 organisiert das Museum fünf bis sechs Sonderausstellungen pro Jahr. 2007 und 2008 waren folgende Ausstellungen zu sehen:
- Croco & Co (Mai 2007 – Januar 2008)
- Notizblock, Netz und Lupe. Freiburger Naturforscher ins Licht gerückt (Juni 2007 – Oktober 2007)
- Himalaja Nepals. Menschen, Kristalle, Kunsthandwerk (November 2007 – März 2008)
- MusOeufs FrEiburg (Februar 2008 – März 2008)
- Pflanzen der Voralpen (April 2008 – September 2008)
- mini MAXI Beaux-Arts (Juni 2008)
- Bewegung (Fotowettbewerb) (Juni 2008 – September 2008)
- Dino, Mammouth & Co. (Oktober 2008 – Februar 2009)
- Mauswiesel und Hermelin (November 2008 – April 2009)

### Dauerausstellungen
Die Dauerausstellungen umfassen folgende Abteilungen: 
- Mineralogie
- Erdgeschichte
- Geologie
- Tiere im Kanton Freiburg
- Allgemeine Zoologie. Diese Ausstellung umfasst einen Teil mit Wirbeltieren und einen mit Wirbellosen. Ein Saal ist speziell den Vögeln und ihrer Entwicklung gewidmet (von Schuppen zum Federkleid), ein weiterer den Fischen, Amphibien und Reptilien. Auch lebende Fische sind zu sehen.

## Wissenschaftliche Projekte
Das Museum unterstützt verschiedene wissenschaftliche Projekte, um das Naturerbe zu bewahren und die Besucher für den Naturschutz zu sensibilisieren. Das Projekt „Pflanzen der Voralpen“ will diese Pflanzen studieren, das Interesse dafür wecken und Schutzmöglichkeiten erarbeiten. Das Projekt der Verfolgung des Vogelzugs über Satellit gibt Auskunft über die Lebensweise der mit Sender versehenen Vögel (Weissstorch, Rotmilan), ihre Zugrouten und die Gefahren, denen sie ausgesetzt sind. Interessierte Internet-Besucher werden laufend über Neues in Zusammenhang mit den Vögeln informiert; wer sich anmeldet, erhält die Infos auch über E-Mail.